# امامزاده محمود خانیک
امامزاده محمود خانیک مربوط به دوران‌های تاریخی پس از اسلام است و در شهرستان گناباد، بخش مرکزی، روستای خانیک واقع شده و این اثر در تاریخ ۲۵ اسفند ۱۳۸۰ با شمارهٔ ثبت ۵۷۰۰ به‌عنوان یکی از آثار ملی ایران به ثبت رسیده‌است.